# 道の駅季楽里あさひ
道の駅季楽里あさひ（みちのえき きらりあさひ）は、千葉県旭市にある市道1級59号線の道の駅である。

## 沿革
- 2015年（平成27年）10月17日 - 開駅。
- 2016年（平成28年）1月27日 - 国土交通省により平成27年度重点「道の駅」に選定される[1]。

## 施設
- 駐車場（無料）
  - 普通車 148台
  - 大型車 10台
  - 身障者用 3台
- トイレ
  - 男性用 15器
    - 大 6器
    - 小 9器

  - 女性用 12器
  - 身障者用 2器
- レストラン「四季食彩館」（9:00 - 18:00）
- 情報発信コーナー（9:00 - 18:00 / 夏季 9:00 - 19:00）
- 農水産物直売所「旬のとれたて市場」（9:00 - 18:00 / 夏季 9:00 - 19:00）
- 花・植物エリア
- 軽食コーナー
- 休憩コーナー（9:00 - 18:00 / 夏季 9:00 - 19:00）
- 公園（複合遊具、芝生広場、野外ステージ）
- 公衆電話
- EV充電器

### 休館日
- 無休

## アクセス

### 鉄道
- 旭駅・飯岡駅（JR東日本）で下車、旭市コミュニティバス利用

### バス
- 高速バス
  - 犬吠号（旭ルート）： 浜松町BT・東京駅 - 干潟・旭・旭中央病院東 - 海上・飯岡・銚子駅・犬吠埼 （千葉交通、京成バス）
    - 旭中央病院東（バス停）より徒歩約15分
- 路線バス
  - 旭市コミュニティバス（千葉交通が委託）
    - 旭中央病院（バス停）より徒歩約15分

### 自動車
- 高速道路
  - 大栄インターチェンジ（東関東自動車道）
  - 横芝光インターチェンジ（銚子連絡道路）- なお、道の駅に隣接する旭市道1級59号線は、将来的には銚子連絡道路の一部となる予定である。
- 一般道路
  - 国道126号

## 周辺
詳細は「旭市#名所・旧跡・観光スポット・祭事・催事」を参照

### 景勝地
- 九十九里浜
- 屏風ヶ浦
- 刑部岬 - 飯岡灯台や飯岡刑部岬展望館〜光と風〜がある。
- 飯岡風車群 - 丘の上に風力発電の大きな風車が並んでいる。

### 海水浴場
- 矢指ヶ浦海水浴場
- 飯岡海水浴場 - 海水浴場の横ではサーフィンや釣りが楽しめる。

### 温泉
- 矢指ヶ浦温泉
- 旭九十九里温泉
- 八福温泉
- 飯岡温泉
  - 飯岡ラジウム温泉